# Поднесьно
Поднесьно (пол. Podnieśno) — село в Польщі, у гміні Сухожебри Седлецького повіту Мазовецького воєводства.
Населення — 414 осіб (2011).
У 1975-1998 роках село належало до Седлецького воєводства.

## Демографія
Демографічна структура станом на 31 березня 2011 року:
|          | Загалом | Допрацездатний вік | Працездатний вік | Постпрацездатний вік |
| -------- | ------- | ------------------ | ---------------- | -------------------- |
| Чоловіки | 202     | 36                 | 142              | 24                   |
| Жінки    | 212     | 43                 | 126              | 43                   |
| Разом    | 414     | 79                 | 268              | 67                   |